# Grace Mirabella
Grace Mirabella   (Newark, 10 de juny de 1929 - Manhattan, 23 de desembre de 2021) va ser una periodista de moda estatunidenca, editora en cap de la revista Vogue. Va començar a treballar a la revista a la dècada de 1950 i va ser-ne la redactora en cap entre 1971 i 1988. Va fundar la revista Mirabella el 1989, i hi va continuar fins al 1996.

## Biografia
Marie Grace Mirabella va néixer el 10 de juny de 1929 a Newark, Nova Jersey, de pares d'ascendència italiana. Mirabella es va posar de moda després de veure l'oportunitat de les dones per avançar professionalment. Es va graduar a Skidmore College el 1950, especialitzant-se en economia.
i es va posar de moda després de veure l'oportunitat de les dones per avançar en les seves carreres.

## Carrera
Mirabella va començar la seva carrera treballant a la botiga de roba esportiva d'un amic de la família. Després de la universitat, va ocupar diverses posicions júnior en el comerç al detall, incloent-hi Macy's com a executiva en pràctiques i a Saks Fifth Avenue com a assistent del director de promoció de vendes. L'any 1952, quan Jessica Daves era redactora en cap, Mirabella va ser contractada com a assistent a Vogue, on va ser promocionada ràpidament.
Durant la major part de la dècada de 1960, va ser l'editora en cap associada amb Diana Vreeland. Finalment, el 1971, va ser ascendida a redactora en cap. Vogue va rebre aleshores un lifting facial; la sensació de relaxació dels anys 70 va dirigir el seu estil, i va afegir una sensació més informal que contrastava amb la manera com s'havia definit la revista en els primers anys. Amb Mirabella, molts més articles anaven dirigidas a "La dona moderna". El seu obituari a The Guardian la descriu com una "campiona sense sentit de la moda pràctica". Segons la seva successora com a redactora en cap, Anna Wintour, "Va evitar la fantasia i l'escapament en favor d'un estil elegantment minimalista i que parlava clarament i directament de les noves maneres de viure".
A causa de la recessió als Estats Units en la dècada de 1970, Mirabella va dedicar més editorials a roba assequible però elegant per a les dones. Va destacar per portar i mostrar dissenys d'Halston, Yves Saint-Laurent, Geoffrey Beene i Ralph Lauren. El fotògraf de moda Helmut Newton va il·lustrar diverses editorials notables en la revista des de 1971 fins al final del lideratge de Mirabella. Richard Avedon va fotografiar la majoria de les cobertes i altres fotògrafs, com Patrick Demarchelier, Arthur Elgort, Albert Watson, Denis Piel, i Chris von Wangenheim van publicar diversos exemples del seu treball inicial en les seves edicions. Durant el seu mandat com a directora de Vogue, Mirabella va augmentar els seus ingressos a 79,5 milions de dòlars i va augmentar la circulació de la revista de 400.000 a 1,2 milions. Els ingressos publicitaris en el moment del seu acomiadament de la revista eren de 79,5 milions de dòlars, en comparació amb els 39 milions per a Elle.
Els anys 80, Mirabella va començar a ser considerada "fora de temps"; més tard va escriure que "Els anys 80 simplement no eren la meva era. No podia suportar els volants i els vestits de festa de 40.000 dòlars". El 1988, el propietari de Conde Nast Si Newhouse va reemplaçar a Mirabella per Anna Wintour. Segons la biògrafa de Newhouse, Carol Felsenthal, ningú va informar a Mirabella sobre el seu acomiadament; se'n va assabentar a través de les notícies.
El 1989, Mirabella va llançar la seva pròpia revista, Mirabella, amb el suport financer de Rupert Murdoch. Mirabella estava dirigida a les dones de 30 i 40 anys, amb un enfocament en l'estil de vida i l'ús casual. Els models de portada i editorial eren típicament coneguts i tenien proporcions més mitjanes que les que apareixen en Vogue. Mirabella tenia 400 000 lectors al principi: la seva reputació va ser impulsada pel pedigrí de Mirabella com a antic editor en Vogue. El 1993, la influència de Mirabella com a fundadora va desaparèixer i va marxar el 1996. Després de la disminució de lectors i ingressos. Mirabella va plegar El 2000.
En anys posteriors, Mirabella va escriure una columna d'estil per a la revista <i id="mwcA">Quest</i> de Nova York i va llançar la revista en línia The Aesthete. També va escriure un llibre sobre Tiffany &amp; Co. que es va publicar el 1997.

## Vida personal
Mirabella es va casar amb el doctor William G. Cahan el novembre de 1974. La seva autobiografia, In and Out of Vogue, descriu les seves relacions amb persones amb qui va treballar a la revista, com Diana Vreeland, Andy Warhol, Jessica Daves i Si Newhouse.
Va morir el 23 de desembre de 2021 a l'edat de 92 anys a la seva casa de Manhattan.